# Campionat d'Europa de quilòmetre contrarellotge
|  | Aquest article és sobre la competició masculina. Per a la competició femenina, vegeu Campionat d'Europa de 500 metres contrarellotge |

El Campionat d'Europa de quilòmetre contrarellotge és el campionat d'Europa de Quilòmetre contrarellotge organitzat anualment per la UEC. Es porten disputant des del 2014 dins els Campionats d'Europa de ciclisme en pista.

## Medaller
| En negreta = Ciclista campió (1) = Nombre de campionats |

| V    | 2014 | Callum Skinner       | Joachim Eilers     | Quentin Lafargue    | Guadalupe                 |  |
| VI   | 2015 | Jeffrey Hoogland     | Joachim Eilers     | Robin Wagner        | Grenchen                  |  |
| VII  | 2016 | Quentin Lafargue     | Eric Engler        | Tomáš Bábek         | Saint-Quentin-en-Yvelines |  |
| VIII | 2017 | Jeffrey Hoogland (2) | Joachim Eilers     | Quentin Lafargue    | Berlín                    |  |
| IX   | 2018 | Matthijs Büchli      | Joachim Eilers     | Sam Ligtlee         | Glasgow                   |  |
| X    | 2019 | Quentin Lafargue (2) | Theo Bos           | Michael D'Almeida   | Apeldoorn                 |  |
| XI   | 2020 | Tomáš Bábek          | Ethan Vernon       | Jonathan Milan      | Plòvdiv                   |  |
| XII  | 2021 | Jeffrey Hoogland (3) | Sam Ligtlee        | Patryk Rajkowski    | Grenchen                  |  |
| XIII | 2022 | Melvin Landerneau    | Matteo Bianchi     | Maximilian Dörnbach | Múnic                     |  |
| XIV  | 2023 | Jeffrey Hoogland (4) | Alejandro Martínez | Maximilian Dörnbach | Grenchen                  |  |
| XV   | 2024 | Matteo Bianchi       | Daan Kool          | Melvin Landerneau   | Apeldoorn                 |  |